# Herb gminy Izbicko
Herb gminy Izbicko – symbol gminy Izbicko.

## Wygląd i symbolika
Herb przedstawia na tarczy dzielonej na trzy części w kształt litery T w polu górnym zielonym czarną postać dzika, w polu lewym na ciemnoniebieskim tle czarny wizerunek karpia, natomiast w polu prawym dwa dojrzałe kłosy zboża na żółtym tle. Herb nawiązuje do rolniczego charakteru gminy.